# Mindelo (Vila do Conde)
Mindelo es una freguesia portuguesa del municipio de Vila do Conde, con 5,44 km² de superficie y 3402 habitantes (2001). Su densidad de población es de 625,4 hab/km².